# Князь-єпископ

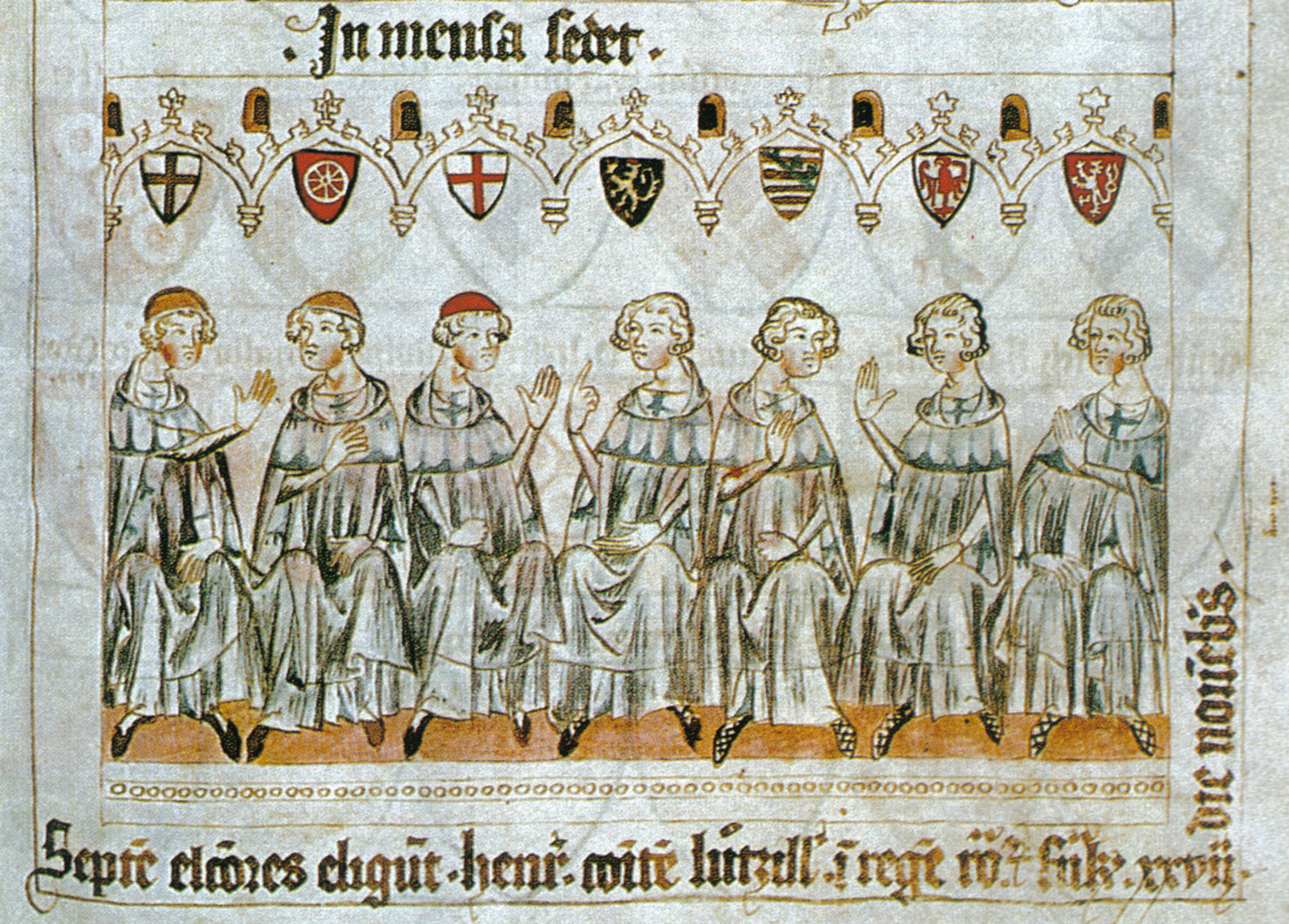
Сім курфюрстів-електорів, з гербами родових володінь, зліва на право: архиєпископи Кельна, Майнца і Тріра; герцоги Пфальца і Саксонії, маркграф Бранденбурга, король Богемії. 1341 р.

Князь-єпископ (нім. Fürstbischof) — єпископ, який крім здійснення священичих функцій мав світську владу на певній території та був сувереном відповідного територіального утворення: церковного князівства. Князі-єпископи характерні для Священної Римської імперії, де церковні князівства були важливою опорою державної влади, а їхні правителі володіли статусом імперських станів й користувалися повною самостійністю у внутрішніх справах. Князі-єпископи також існували в Англії (єпископ Дарема), Франції, Чорногорії та деяких інших країнах. Тепер права князя-єпископа щодо Андорри має єпископ Ла-Сеу-д'Уржельський.

## Князі-єпископи Священної Римської імперії
Князі-єпископи Священної Римської імперії представляли собою єпископів, зведених у князівську гідність. Вони утворювали окремий імперський стан і мали право брати участь в рейхстазі Священної Римської імперії (духовна курія Ради імперських князів).
Статус світського правителя у німецьких єпископів почав складатися ще в Раннє Середньовіччя, коли імперська церковна система перебувала під повним контролем імператорів і була однією з найважливіших опор їх влади. Протиставляючи єпископів більш незалежним світським правителям племінних герцогств імператори X—XII століть призначали на єпископські кафедри своїх наближених й надавали їм королівські права (регалії) на відповідній території. В процесі подальшої децентралізації Священної Римської імперії такі території поступово трансформувалися в автономні князівства під владою єпископів.
Найважливішим юридичним документом, що закріпив світську владу єпископів і дав поштовх розвитку територіального суверенітету в рамках церковних князівств, став указ імператора Фрідріха II 1220 року «Угода з князями церкви». «Золота булла» 1356 року надала трьом князям-єпископам (архієпископам Майнца, Кельна і Тріра) статус курфюрстів з правом голосу при виборах імператора й незалежністю у внутрішніх справах, поставивши тим самим ці церковні князівства в один шерег із найбільшими світськими державними утвореннями імперії. До початку XVI століття на території імперії існувало 53 церковних князівства, правителі яких утворювали в рейхстазі окрему курію (перелік князів-єпископів Священної Римської імперії в 1521 році див.: Склад рейхстагу Священної Римської імперії в 1521 році).

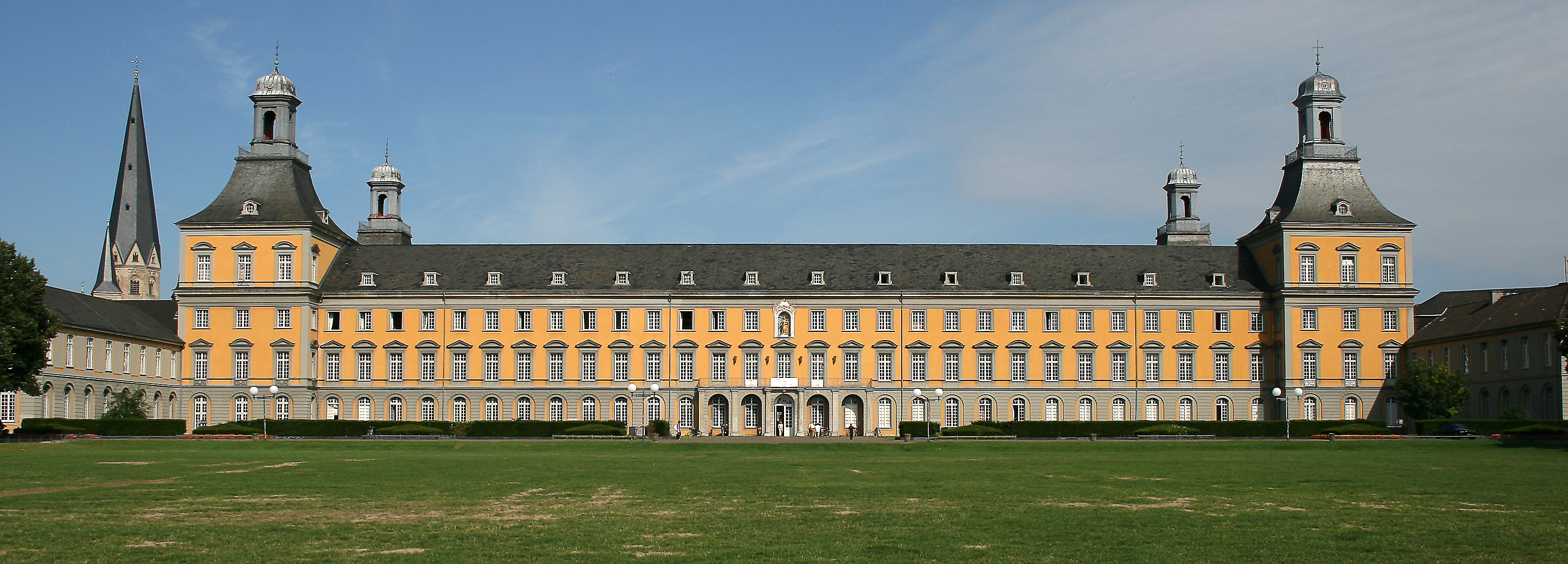
Резиденція кельнських архієпископів у Бонні

Унаслідок Реформації XVI століття, що супроводжувалася процесами секуляризації і медіатизації церковних володінь, кількість князівств-єпископств в складі імперії зменшилася до 23 у 1648 р.. Деякий час (до початку XVII століття) поряд з католицькими церковними князівствами існували і протестантські (наприклад, Магдебурзьке архієпископство), що, однак, у міру розвитку інститутів лютеранської церкви і лютеранських князівств втрачали самостійність та переходили під управління світських адміністраторів — правителів сусідніх державних утворень.
Вестфальський мир 1648 р. перетворив практично всі колишні протестантські церковні князівства в світські володіння і санкціонував їх анексію більшими державними утвореннями, через що з лютеранських церковних князівств залишилися лише єпископство Любек, а також Оснабрюк, де єпископами почергово ставали католики і протестанти. Католицькі церковні князівства, особливо численні в Центральній і Південно-Західній Німеччині, зберегли самостійність. До 1792 р. у складі Священної Римської імперії налічувалося 26 церковних князівств-єпископств (разом із трьома церковними курфюрствами). Крім того, правами князя-єпископа користувався великий магістр Тевтонського ордену. Інші єпископи (протестантські, а також деякі католицькі (Гурк, Лавант, Безансон), що не мають безпосередніх імперських ленів), не мали статусу князів і світської влади на підлеглих територіях.

### Князівства-єпископства в 1800 році
| - Курфюрство-архієпископство Майнц - Курфюрство-архієпископство Кельн - Курфюрство-архієпископство Трір - Князівство-архієпископство Зальцбург - Князівство-єпископство Айхштет - Князівство-єпископство Аугсбург - Князівство-єпископство Базель - Князівство-єпископство Бамберг - Князівство-єпископство Бреслау* | - Князівство-єпископство Бріксен - Князівство-єпископство Вормс - Князівство-єпископство Вюрцбург - Князівство-єпископство Констанц - Князівство-єпископство Корвей - Князівство-єпископство Кур* - Князівство-єпископство Льєж* - Князівство-єпископство Любек - Князівство-єпископство Мюнстер | - Князівство-єпископство Оснабрюк - Князівство-єпископство Падерборн - Князівство-єпископство Пасау - Князівство-єпископство Регенсбург - Князівство-єпископство Страсбург - Князівство-єпископство Трент - Князівство-єпископство Фрайзінг - Князівство-єпископство Фульда - Князівство-єпископство Хільдесхайм - Князівство-єпископство Шпейєр |

* Єпископства, що не володіли суверенними територіями в складі імперії до 1800 р. (в тому числі і в наслідку французької експансії).

### Інші князівства-єпископства імперії
- Князівство-архієпископство Аквілея (секуляризовано Венецією в 1445)
- Князівство-архієпископство Бремен (секуляризовано Швецією в 1648)
- Князівство-архієпископство Вьєнн (анексовано Францією в 1449)
- Князівство-архієепископство Ліон (анексовано Францією в 1312)
- Князівство-архієпископство Магдебург (секуляризовано Бранденбургом в 1680)
- Князівство-архієпископство Тарантез (медіатизовано Савоєю в 1358)
- Князівство-єпископство Бранденбург (секуляризовано Бранденбургом в 1569)
- Князівство-єпископство Валанс (анексовано Францією в 1456)
- Князівство-єпископство Вармія (анексовано Польщею в 1479)
- Князівство-єпископство Верден (анексовано Францією в 1648)
- Князівство-єпископство Вівьєр (анексовано Францією в 1305)
- Князівство-єпископство Гурк (медіатизовано Австрією в XV ст.)
- Князівство-єпископство Женева (секуляризовано комуною Женеви в 1532)
- Князівство-єпископство Зеккау (медіатизовано Австрією в XV ст.)
- Князівство-єпископство Камбре (секуляризовано Францією в 1678)
- Князівство-єпископство Камин (секуляризовано Бранденбургом в 1650)
- Князівство-єпископство Кімзе (медіатизовано Баварією в XV ст.)
- Князівство-єпископство Лавант (медіатизовано Австрією в XV ст.)
- Князівство-єпископство Лебус (секуляризовано Бранденбургом в 1598)
- Князівство-єпископство Лозанна (секуляризовано Берном в 1536
- Князівство-єпископство Майсен (секуляризовано Саксонією в 1559)
- Князівство-єпископство Мерзебург (секуляризовано Саксонією в 1652)
- Князівство-єпископство Мец (анексовано Францією в 1648)
- Князівство-єпископство Мінден (секуляризовано Бранденбургом в 1652)
- Князівство-єпископство Наумбург (секуляризовано Саксонією в 1615)
- Князівство-єпископство Рацебург (секуляризовано Мекленбургом в 1648)
- Князівство-єпископство Сьйон (член Швейцарської конфедерації з 1529, секуляризовано Гельветійською республікою в 1798)
- Князівство-єпископство Туль (анексовано Францією в 1648)
- Князівство-єпископство Утрехт (секуляризовано Іспанією в 1528)
- Князівство-єпископство Ферден (секуляризовано Швецією в 1648)
- Князівство-єпископство Хальберштадт (секуляризовано Бранденбургом в 1648)
- Князівство-єпископство Хафельберг (секуляризовано Бранденбургом в 1598)
- Князівство-єпископство Шверин (секуляризовано Мекленбургом у 1648)

### Єпископи-пери Франції, єпископи-графи Франції
| Єпископи-пери Франції: - Архієпископ-герцог Реймса - Єпископ-герцог Лангра - Єпископ-герцог Лана - Єпископ-граф Бове - Єпископ-граф Шалона - Єпископ-граф Нуайона | Інші єпископи-графи Франції: - Архієпископ-граф Ліона - Єпископ-граф Альбі - Єпископ-граф Ам'єна - Єпископ-граф Вів'єра - Єпископ-граф Кагора - Єпископ-граф Клермона - Єпископ-граф Ле-Пюї | - Єпископ-граф Ліможа - Єпископ Магалони — граф Могіо - Єпископ-граф Макона - Єпископ Манда — граф Жеводана - Єпископ-граф Санса - Єпископ-граф Турне |